# معهد آرني ماجنيسون للدراسات الآيسلندية
معهد آرني ماجنيسون للدراسات الآيسلندية (آيسلندية: Stofnun Árna Magnússonar í íslenskum fræðum) معهد حكومي آيسلندي يختص بالبحوث حول اللغة الآيسلندية والأدب الآيسلندي.

## مواضيع ذات صلة
- قائمة الأكاديميات اللغوية